# پاریس ژاپونیکا
Paris japonica گونه ای از گیاهان ژاپنی است که در سرده Paris در تیره Melanthiaceae قرار می‌گیرد.
این گیاه بومی مناطق زیرآلپی (مناطق دامنه ای زیر ردیفی از درختان دیگر) ژاپن، گیاهی با رشد آهسته و چندساله است و در ماه جولای گلدهی دارد. گل‌های سفید و کمیاب آن در انتهای ساقه و در بالای ۸ برگ با ترتیب منظمی می‌رویند. گیاه پاریس ژاپونیکا بومی مناطق سرد، مرطوب و سایه‌دار است.

## ژنتیک
پاریس ژاپونیکا حاوی بزرگ‌ترین ژنوم درمیان گیاهان موردمطالعه است، یعنی طولی حدود ۱۵۰ میلیارد جفت باز. این گیاه یک اکتوپلوئید و مشکوک به آلوپلی‌پلوئید هیبرید از ۴ گونه است که ۴۰ کروموزوم با ۱۵۰ میلیارد جفت باز DNA در ژنوم هاپلوئید خود داراست (۵۰ برابر بزرگتر از ژنوم هاپلوئید انسان). همچنین ممکن است پاریس ژاپونیکا حاوی بزرگ‌ترین ژنوم شناخته شده میان تمامی ارگانیسم‌های زنده باشد.
این گل ژاپنی، ۱۹ میلیارد جفت باز بیشتر از رکورددار قبلی، یعنی شُش‌ماهی مرمری با نام علمی Protopterus aethiopicus (که ۱۳۰ میلیارد جفت باز را با وزن ۱۳۲٫۸۳ پیکوگرم در هر سلولش داشت، دارد. از آن زمان، گونه‌های دیگر مورد مطالعه قرار گرفته‌اند که گزارش شده است حاوی ژنوم بزرگتری هستند؛ برای مثال بنظر می‌رسد آمیب Polychaos aubium رکورددار فعلی باشد اما برخی نویسندگان گزارش داده‌اند که باید در مورد این گونه‌ها تجدیدنظر صورت گیرد و آزمایشات، با دقت بیشتری انجام شوند زیرا این اطلاعات قبل از توسعه روش‌های نوین ژنومیک گزارش شده است.
با اینحال محققان گزارش داده‌اند که ژنومی به این بزرگی مسئولیتی عظیم می‌طلبد: گیاهانی با مقادیر بالای DNA مشکلات بیشتری در تحمل آلودگی‌ها و انقراضات آب و هوایی دارند و همچنین رشدشان بسیار آهسته‌تر از گیاهان دیگر با مقادیر کمتر DNA است زیرا زمان طولانی را صرف همانندسازی ژنوم خود می‌کنند.